# Valentin Abel
Valentin Christian Abel, né le 7 février 1991 à Künzelsau, est un homme politique allemand, membre du Parti libéral-démocrate (FDP). Il est député au Bundestag de 2021 à 2025.

## Biographie
Il est diplômé en économie d'entreprise de l'université de Mannheim.
De 2017 à 2021, il est président des jeunes libéraux du Bade-Wurtemberg.
En 2021, il est élu député au Bundestag, sur une liste régionale dans la circonscription électorale 268 de Schwäbisch Hall – Hohenlohe. Il perd son mandat après la défaite de son parti aux élections de 2025.

## Positionnement politique
Lors des élections fédérales de 2021, il met l'accent sur la numérisation, la protection de l'environnement et l'éducation. Dans le domaine de la numérisation, il demande une « extension sans faille de l'Internet à haut débit », une « ouverture à l'utilisation pratique des technologies numériques dans l'administration, la médecine, l'éducation et les transports » et des « investissements dans les technologies d'avenir comme l'automatisation, l'intelligence artificielle ou la biotechnologie ». En matière de protection du climat, il mise sur « un échange de certificats inter-secteurs pour tous les gaz à effet de serre, basé sur des plafonds scientifiques, afin de respecter l'objectif de 1,5 °C qui a été fixé à Paris » et sur « le développement d'une industrie européenne de l'hydrogène ».